# Lázně Bohdaneč
Lázně Bohdaneč − miasto w Czechach, w kraju pardubickim. Według danych z 31 grudnia 2003 powierzchnia miasta wynosiła 2 179 ha, a liczba jego mieszkańców 3 274 osób.

## Demografia
| Rok             | 1970  | 1980  | 1991  | 2001  | 2003  |
| --------------- | ----- | ----- | ----- | ----- | ----- |
| Liczba ludności | 2 140 | 2 270 | 2 279 | 3 096 | 3 274 |

Źródło: Czeski Urząd Statystyczny